# ゲーム&ワリオ
『ゲーム&ワリオ』（ゲーム アンド ワリオ）は、2013年3月28日に任天堂から発売されたWii U専用ゲームソフト。開発元は任天堂とインテリジェントシステムズ。アメリカでは同年6月23日、ヨーロッパでは同年6月28日に発売された。

## 概要
『メイド イン ワリオシリーズ』の一つ。Wii U GamePadの機能を活かした16種類のミニゲームを収録している。最大5人までのマルチプレイに対応しているが、GamePad1台で全員が遊べる仕様になっている。
タイトルの由来は『ゲーム&ウオッチ』と『メイド イン ワリオ』を組み合わせた造語である。このため、タイトルロゴや各ゲームを示すアイコンはゲーム&ウオッチを模したものとなっている。
約4年ぶりの新作のためか、一部を除くキャラクターのデザインが『みんなのリズム天国』と同様リニューアルしている。

## ゲーム
収録ゲームは1人用が12本、2人以上の多人数プレイが4本となっている。操作が1人でもギャラリーの指示を受けたプレイが出来るゲームもある。

### ひとりで
アロー（キャラクター：ワリオ）
GamePad上にある弓（矢とのセットでワリオの鼻を摸している）をテレビ画面の敵に向けて矢を射る。
数に制限があるが、コショウ弾を発射でき、広い範囲を攻撃できる。
シャッター（キャラクター：モナ）
テレビ画面には建物の全景とターゲットのリストが表示されており、GamePadをテレビと平行に向けると建物の一部が表示される。GamePadの画面内にターゲットをうまく入れてカメラのシャッターを切る。
スキー（キャラクター：ジミー T.）
縦に持ったGamePadを傾けることで、スキーコースを滑るジミーを操作し、短時間でゴールまで導く。
崖から落ちずにコースを滑り続けるスコアアタックモード『ときめきシュプールフォーエバー』も遊べる。
パッチワーク（キャラクター：カット & アナ）
画面右側に現れる様々な形のフェルトピースを、GamePadのタッチスクリーンで画面左側の型紙にドラッグ&ドロップして当てはめ、パッチワークを完成させるパズルゲーム。制限時間は無制限。ヒントを押すと、一部分を暗くし、位置を教えてくれるが30秒クリアタイムが伸びてしまう。
かんたん・ふつう・むずかしいで30コースずつ計90のパッチワークをクリアすると、チャレンジコースをプレイできる。
カンフー（キャラクター：ヤング・クリケット）
水平に持ったGamePadを傾けることでヤング・クリケットをジャンプ移動させてマスター・マンティスのところまで導く。テレビ画面上には周囲の様子が表示され、プレイヤーはGamePadの操作に集中し、ギャラリーが行き先の指示を出すというプレイも出来る。コース上の肉まんや巻物を取ると残り時間が延長され、残り時間がなくなるとゲームオーバー。
ゲーマー（キャラクター：ナインボルト）
夜、お母さん（ファイブワット）に隠れて『バルーンファイター』という人気ゲーム（モチーフは『バルーンファイト』）をプレイする。GamePadにプチゲームが、テレビ画面にナインボルトの部屋が表示される。時々見回りにくるお母さんの気配を感じたらバレないよう、寝たふりをしながらゲーム機を隠して切り抜ける。内容は「『メイド イン ワリオ』形式のナインボルトのプチゲームをお母さんの目を盗みながら攻略する」と言うステルス式プチゲーム。通常のプチゲームの残機が0になるとゲームオーバーになる他、お母さんに見つかる、もしくは寝たふりをしているうちに本当に眠ってしまうとゲームオーバー（眠ってしまうまでの時間はメーターで表示され、お母さんが見ていないのに寝たふりをすると減っていく。また、隠れている間はゲームを進められない）。
一度クリアすると、エイティーンボルトが選択可能になり、こちらはプチゲームのみのスコアアタックモードになっている。
ゲームを始める前に、実際にこの行為をやってはいけないという注意事項がある。
『大乱闘スマッシュブラザーズ for Wii U』、『大乱闘スマッシュブラザーズ SPECIAL』では、対戦ステージとして登場する。本作を忠実に再現しており、乱闘中のファイターがお母さんに見つかると、大きくふっとばされてしまう。
デザイン（1–2人用、キャラクター：Dr.クライゴア）
お題に従い、GamePadのタッチスクリーンに三角形や円など5つの図形を描き、ロボットを設計する。より正確な形を描くと高得点。
2人で競う『ふたりでデザイン』、5秒以内に一筆で描く『5秒ヒトフデ』も遊べる。
アシュリー（キャラクター：アシュリー）
お菓子の世界を進むシューティングゲーム。テレビ画面にはステージ全体、GamePadには空飛ぶ箒（レッド）に乗るアシュリーが表示され、傾けて操作しながらステージの「まほう力」を集めていく。壁や障害物に何度もぶつかったり、宙返りを続ける、息を吹きかけたりやたらタッチするなど、彼女が嫌がることをすると不機嫌になり、停止してしまう。この場合は頭をなでると機嫌が直り再び動き出す。
停止したり敵の攻撃に当たるなどするとまほう力が減り、0になるとゲームオーバー。稲妻模様の入ったボールを取ると必殺技が使える。
タクシー（キャラクター：ドリブル & スピッツ）
タクシーからお客をさらおうとするUFOをスピッツが所持するバズーカで撃ち落としたり侵略者を回避しながら、目的地まで送り届ける。
一定時間後に巨大UFOが現れ、攻撃を5回受けるか制限時間内に倒せないとゲームオーバー。
GamePadにはタクシーからの視点が表示され、UFOを狙い攻撃できる。テレビ画面には全体マップが表示され、ギャラリーがUFOや侵略者の位置を伝えるプレイも出来る。
パイレーツ（キャラクター：キャプテンワリオ）
GamePadを盾に見立てて、テレビ画面上のキャプテンワリオの指示で盾を上下左右に動かして矢を受け止める。
盾を掲げたままだとキャプテンワリオの指示が見えなくなってしまう。
ボウリング（1–2人用）
GamePadのタッチスクリーンをスライドしてボールをはじき、テレビ画面上の各キャラクター（ワリオオールスターズ）の形をしたピンを一投で倒すボウリングゲーム。
10フレームまでのスコアを競う1–2人用モードもある。
バード（キャラクター：鳥［PYORO］）
初代『メイド イン ワリオ』収録のゲーム『PYORO』のリメイク。鳥を操作して舌を伸ばし、空から落ちる豆を取っていく。
テレビ画面ではクレイアニメ風、GamePadではゲーム&ウオッチ風の画面になっている。

### みんなで
スケッチ（2–5人用、キャラクター：オービュロン）
一人がお題の絵をGamePadのタッチスクリーンに描いて、テレビ画面に表示された絵を見て他のプレイヤーが回答する。
フルーツ（2–5人用、キャラクター：ペニー）
一人が怪盗となってGamePadを持ち、人混みにまぎれてフルーツを盗む。他のプレイヤーはGメンとなり、テレビ画面のマップを見て犯人を当てる。
アイランド（2–5人用、キャラクター：しゃぎぃ）
一人ずつGamePadをスライドして複数のしゃぎぃを飛ばし、テレビ画面上の点数が書かれた島に乗せて合計点数を競う。島の点数は仕掛けによって変動する事もある。
ディスコ（2人用、キャラクター：マイク）
GamePadの画面の左右に3つずつボタンが配され、一方のプレイヤーがボタンで刻んだリズムをもう一方のプレイヤーが再現するというプレイを交互に行う。

## ミーバースケッチ
Miiverse上で出されたお題から、記憶をたよりに60秒以内で絵を描き投稿できた。専用コミュニティで投稿作品を閲覧したり、お題の投稿ができた。
2017年11月8日をもってサービス終了。

## シャカポン
各ゲームを遊ぶと手に入る「ポンメダル」によって購入できるカプセルトイを模したアイテム。『まわるメイドインワリオ』のガチャコロンを踏襲している。
100種類以上のおもちゃ・ゲームの他、「ひみつカード」やキャラクター紹介などを含め、全240種。

## その他
- 当初は「パイレーツ」の原型となるゲームがWii U本体内蔵のゲームアプリとして企画されていたが、スタッフがメイド イン ワリオシリーズと共通していた事もあり、パッケージソフトへの変更を経て、同シリーズとして開発される事となった。
- ワリオとその仲間達がゲームを作るという設定は従来のシリーズを踏襲しているが、従来の「瞬間アクション」とは異なるため、タイトルには敢えて『メイド イン ワリオ』を使わず、ニンテンドー・オブ・アメリカ (NOA) の提案により、世界共通でこのタイトルに決定した。
- ニンテンドー3DS用ソフト『トモダチコレクション 新生活』では、マンションの住人 (Mii) が『Wii U』をプレイしている際に「パイレーツ」の音声が流れることがある。